# Stadion

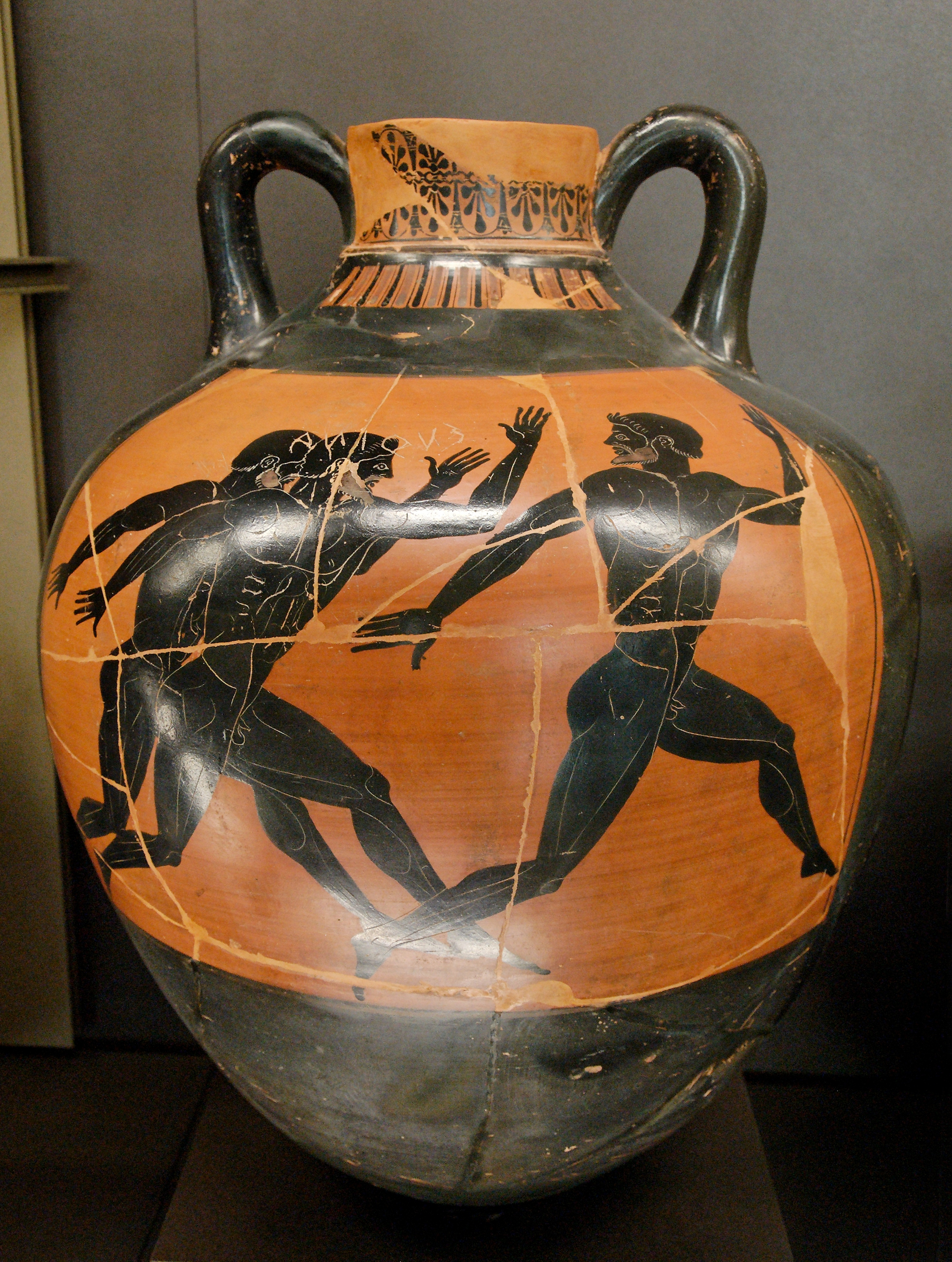
Corredors de stadion.

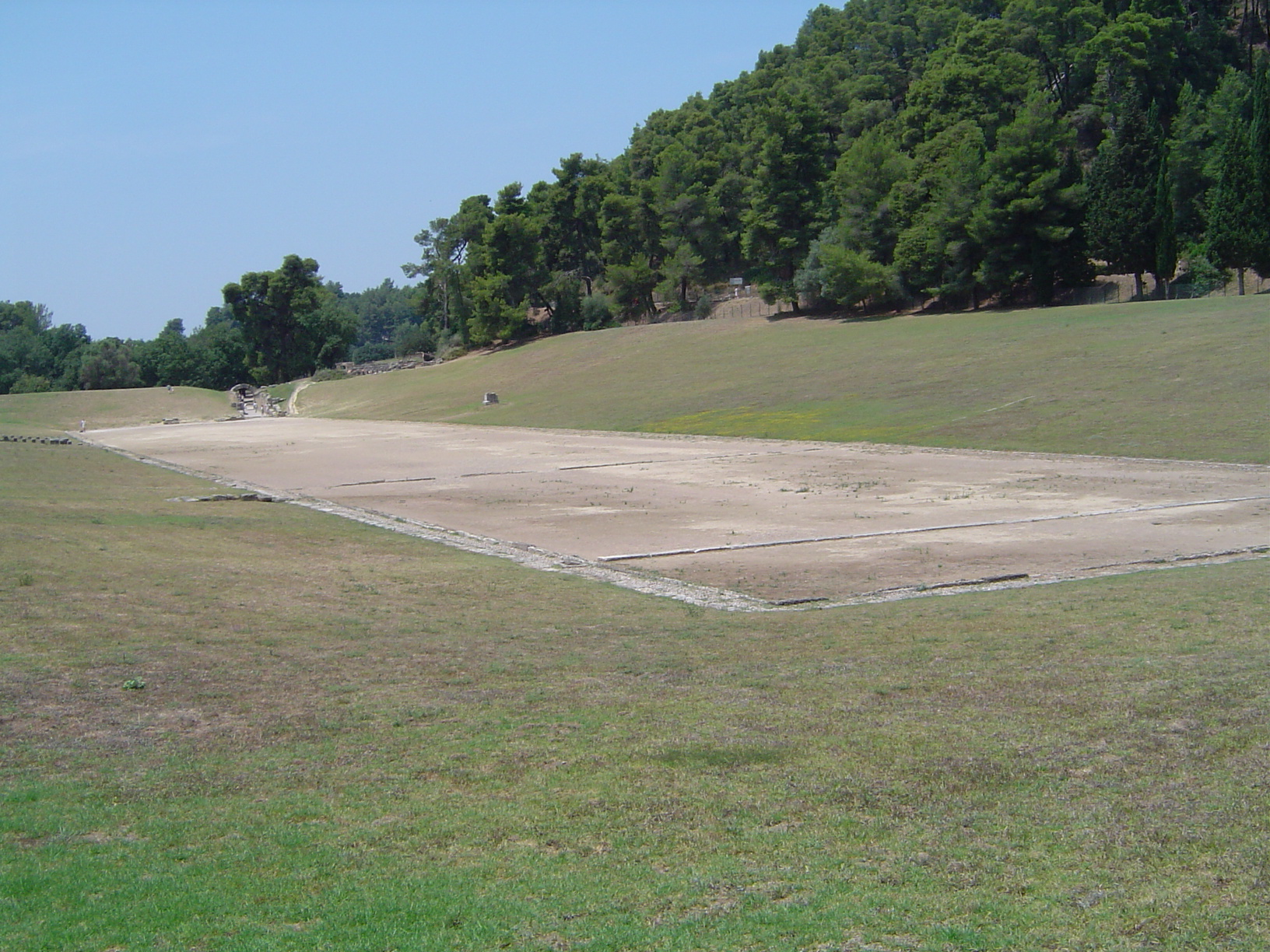
Stadion d'Olímpia.

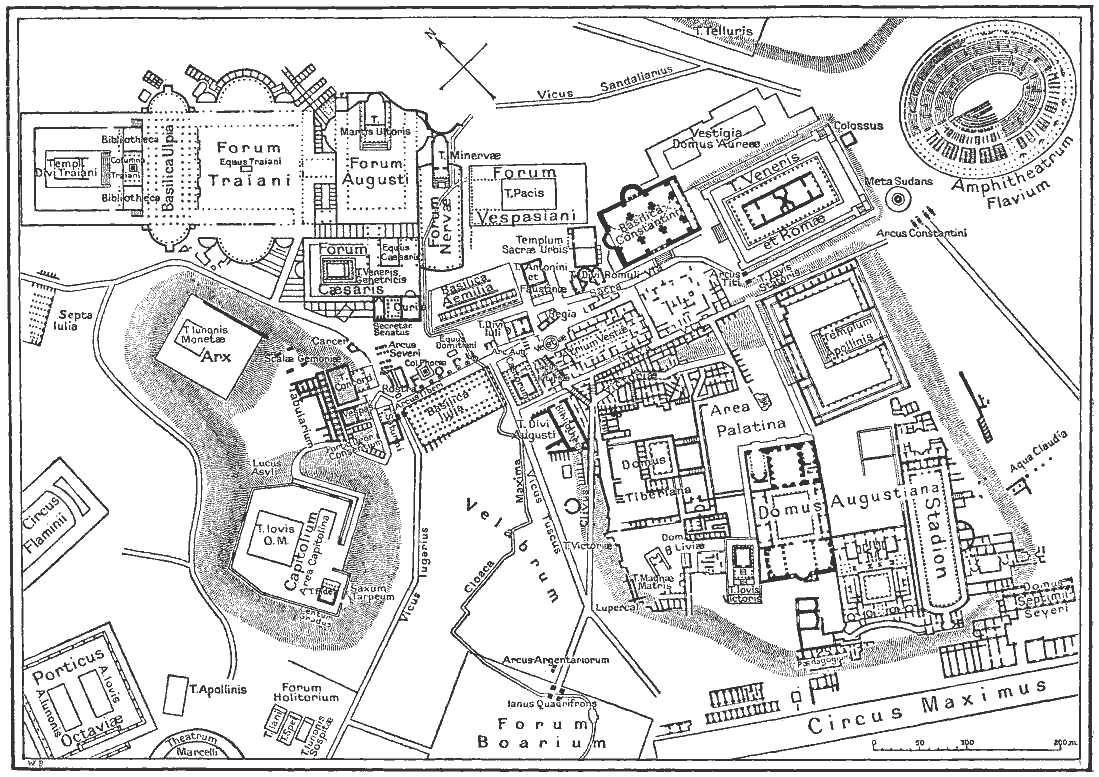
Mapa de la Roma imperial que mostra lstadion a la dreta.

L'stadion o estadi (del grec στάδιον) era una antiga carrera a peu que formava part del programa dels antics Jocs Olímpics i els altres Jocs Panhelènics.
Va prendre el seu nom de l'edifici on es duia a terme, que també es deia stadion, que al seu torn, va passar a ser stadium en llatí i d'on deriva estadi, en català. Va ser la competició més important del gymnikos agon (competidors nus). Entre els anys 776 aC i 724 aC, l'stadion va ser l'única competició que va tenir lloc en els Jocs Olímpics. Va haver-hi altres tipus de carreres més endavant, però l'estadi va ser la més prestigiosa, sent el vencedor, sovint, considerat com el guanyador "absolut" dels Jocs i, durant segles, els Jocs Olímpics van prendre el nom del guanyador d'aquesta carrera, que havia d'encendre, al seu torn, el foc dels jocs següents. Això ha permès als estudiosos conèixer els noms de gairebé tots els guanyadors d'aquestes carreres. Com a competició separada, l'estadi va formar també part de l'antic pentatló.
En els Jocs Olímpics, l'estadi (edifici) era prou gran com perquè poguessin competir-hi fins a vint corredors, en una distància al voltant de 183 m. En puritat, segons la mitologia, hauria de mesurar 600 vegades la longitud del peu d'Hèrcules però hi havia diferents mesures a les diferents seus dels jocs ja que la pista original de l'estadi d'Olímpia mesurava aproximadament 192 m de llarg per 29 m d'ample, les de Nemea i Delfos eren de 178 m i la més llarga, la de Pèrgam, tenia 210 m.
Els encarregats (organitzadors anomenats agonothetai, ἀγωνοθέται i els jutges, denominats els hel·lanòdics) se situaven en una tribuna, mentre els espectadors prenien plaça en els talusos per poder seguir l'acció de prop. La carrera començava a toc de trompetes per silenciar la multitud i els heralds anunciaven al públic el nom dels atletes i el nom del seu pare i la seva ciutat natal. Al començament de cada carrera, els funcionaris es posicionaven en la graella de sortida per assegurar-se que no hagués sortides en fals i un dels jutges, donava als corredors l'ordre de prendre les seves posicions: en grec πόδα παρὰ πόδα, literalment "peu amb peu", és a dir, "Als seus llocs!"). La pista era de terra piconada. La línia de sortida denominada afesis, es va senyalitzar a partir del segle v mitjançant una pedra calcària blanca (Grec antic βαλβίς), balbís) lleugerament elevada i es cavaven dues escletxes (separades entre 10 a 12 cm) per subjectar les puntes dels peus.
També hi havia jutges al final de la pista per decidir qui era el guanyador i per assegurar-se que ningú els enganyava. Si les autoritats decidien que hi havia hagut un empat, la carrera tornava a començar. Els corredors, nus, començaven la carrera des d'una posició dempeus, amb les cames lleugerament flexionades, amb el tors avançat, probablement amb els seus braços estesos al davant, per sobre del dispositiu de partida (ὕσπληγξ, hýsplex, com una corda), en lloc de començar ajupits, com els corredors moderns. El jutge de sortida, cridava, ἔτοιμοι ("Llestos!"), i després, ἅπιτε ("Ja!") i es baixava la barrera. A Olimpia es corria en línia recta cap al Temple de Zeus fins a aconseguir la línia de meta anomenada Terma.
En la carreres de dones, en els Jocs Hereus, la distància recorreguda era reduïda en prop d'un sisè.
El guanyador de l'estadi durant els primers Jocs Olímpics de l'Antiguitat registrats, celebrats l'any 776 aC va ser Corebos d'Èlide.
La carrera va donar el seu nom a la unitat de longitud denominada també estadi.